# Delftsche Studenten Roeivereeniging Laga

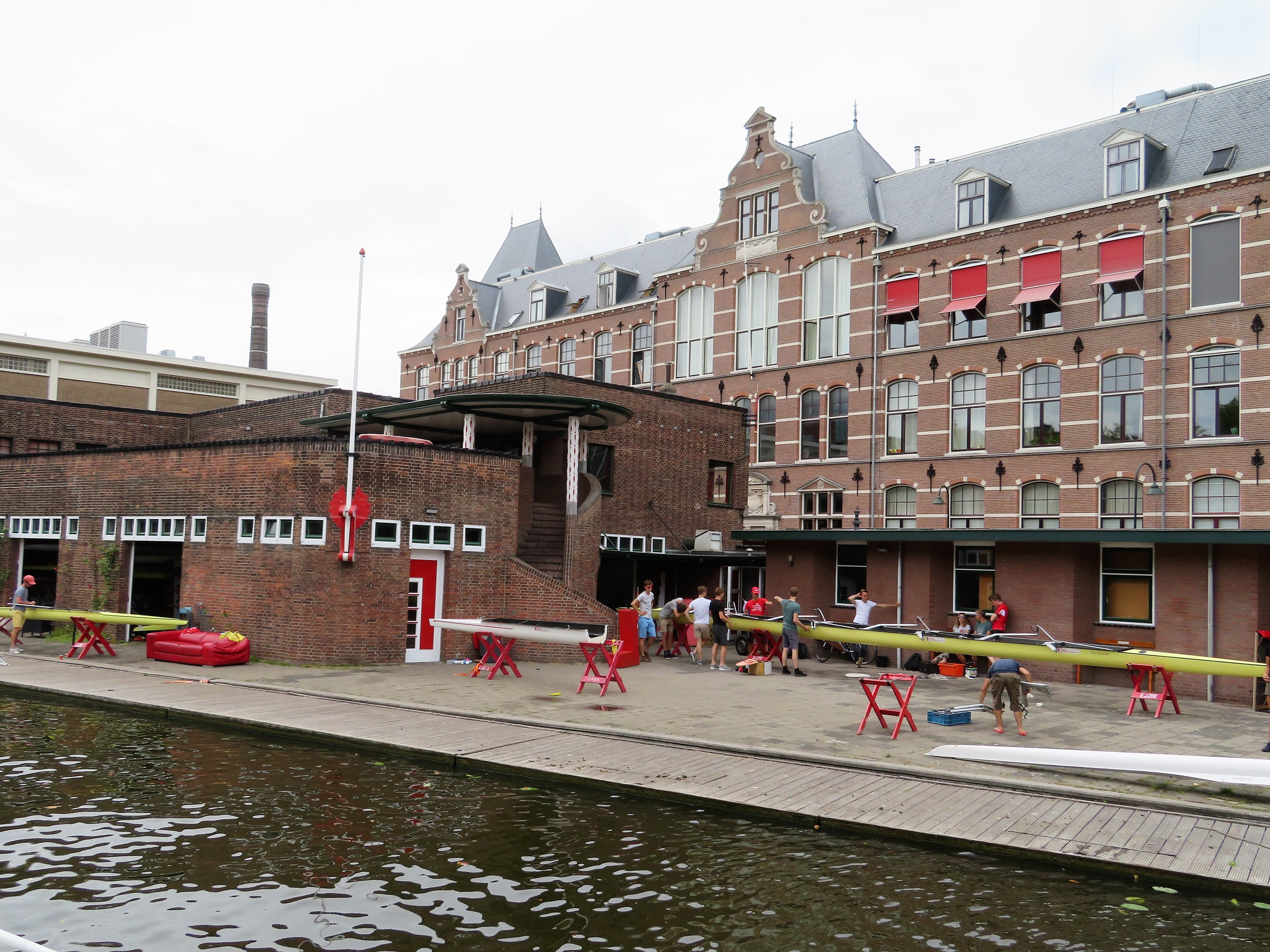
Monumentale vestiging aan de Schie

De Delftsche Studenten Roeivereeniging ‘Laga’ is een roeivereniging in de Nederlandse provincie Zuid-Holland, open voor alle studenten uit Delft en omstreken. Opgericht in 1876 als ondervereniging van het Delftsch Studenten Corps (DSC) is LAGA de op een na oudste studentenroeivereniging van Nederland. Het waren ook Lagaaiers die in 1900 in Parijs de eerste Olympische gouden medailles voor Nederland wonnen. De roeivereniging is gevestigd in een monumentaal pand aan de Schie in Delft en draagt de naam van de Noorse godin van stromen en meren. Anno 2022 telt Laga ongeveer 900 leden.

## Geschiedenis

### Oprichting van LAGA en de Varsity
Op de avond van 13 april 1876 werd de Delftsche Studenten RoeiVereeniging opgericht door T.J.A. van Vollenhoven, E.F. Intveld en C.M. Gardenier. Voor leden van het Corps bestond er op dat moment al enkele jaren de mogelijkheid buitenlid te worden van nabij gelegen burgervereniging ‘De Maas’ en ook kon er geroeid worden in een voor zestig gulden gekochte boot van deze club ‘De Sirene’. Na een jaar contributie te hebben ontvangen van haar leden was het voor LAGA in 1877 mogelijk om haar eerste eigen botenhuis te betrekken. Ook werd er dat jaar een uitnodiging van Njord ontvangen en de allereerste Varsity werd één jaar later gehouden. In 1882 werd de Nederlandschen Studentenroeibond opgericht door LAGA, Njord en het Utrechtse Triton.

### Eerste LAGA Lustrumwedstrijden
De vereniging vierde in 1881 haar eerste lustrum met de LAGA Lustrumwedstrijden, een traditie die vandaag de dag nog steeds in stand wordt gehouden. Ook het Lagalied dat in 1892 werd aangeboden aan de D.S.R.V. ‘Laga’ door A.G.A. van Eelde wordt nog steeds gezongen. De periode tot aan de Eerste Wereldoorlog bracht de vereniging haar eerste nationale en internationale overwinningen. In 1914 brak de oorlog aan en werd de helft van de Lagaaiers gemobiliseerd.

### Eerste Nederlandse olympische gouden medaille
In 1900 wonnen de Lagaaiers François Brandt en Roelof Klein in een twee met stuurman de eerste gouden medaille in de Nederlandse geschiedenis. In deze wedstrijd werden zij gestuurd door een onbekende Franse jongen, wegens het grote verschil in gewicht van hun gewoonlijke stuurman en die van de tegenstanders. Echter, door de afwijkende nationaliteit van de stuurman is de medaille toegekend aan een zogenaamd gemengd team.

### Gebouw en Vereeniging Oud-Laga
In 1926 werd de huidige botenloods betreden. Het pand is door Oud-Lagaaier Kalff ontworpen in Amsterdamse School-stijl. Het gebouw is speciaal ontworpen voor roeiersgebruik en was hiermee het eerste in zijn soort in Nederland. Ook werd in dit jaar de Vereniging Oud-Laga opgericht om LAGA financieel en moreel te steunen. In het begin hield dit vooral in dat zij de financiële middelen boden om ploegen en coaches te kunnen uitzenden naar wedstrijden in het buitenland. Ook werd er een botenfonds opgericht, zodat de vloot van LAGA op een kwalitatief hoog peil gehouden kon worden.
De tijd tot aan de Tweede Wereldoorlog was verder een rustige tijd voor LAGA. Op de Olympische Spelen in 1924 in Parijs werd het goud veroverd en ook op de Europese kampioenschappen later dat jaar kende successen. De 'J.A. van der Vegte' waarin de overwinning in Parijs werd behaald, werd in 1924 permanent opgenomen in het Olympisch museum in Lausanne.

### Tweede Wereldoorlog
Met de Tweede Wereldoorlog braken voor de Delftenaren moeilijke tijden aan. Boten werden voor de bezetter verstopt en LAGA werd ontmanteld, omdat het gezien werd als een bolwerk van samenspraak en verzet. De vereniging kende vele verzetshelden in deze tijd, zoals Jan van Blerkom, die vanaf het begin van de oorlog actief was bij het saboteren van de bezetter, en Marinus Spillenaar Bilgen, die deel had uitgemaakt van de vier met stuurman die op 31 mei 1914 de Varsity had gewonnen. Hij stierf in 1944 voor het vuurpeloton, terwijl zijn toenmalige ploeggenoot Meinoud Rost van Tonningen in Den Haag de "Grootgermaanse gedachte" uitdroeg. Rost was ver voor de Tweede Wereldoorlog nog president van de vereniging geweest.
Na afloop van de oorlog zagen zowel LAGA als het Corps dat de strijd voor vrijheid ook het ledental geraakt had. De opbouw leek wat de aanwas aan nieuwe leden betreft echter geen probleem en 140 nieuwe kandidaten melden zich aan in september 1945. In de eerste jaren was het moeilijk alle nieuwe leden van riemen te voorzien, maar met hulp van buurvereniging DDS werd dit logistieke probleem opgelost. In 1962 kwam een einde aan een periode van heropbouw en 26 blikken werden behaald. Deze trend werd voortgezet en één eeuw LAGA werd met winst op de Varsity afgesloten. Ook werd het 1000e blik op deze Varsity veroverd.

### LAGA 100 jaar en Ringvaart Regatta
Het jaar 1976, het 20e lustrum van LAGA was een jaar van het gouden drieluik. Een Lagaaier kan in zijn leven drie gouden blikken halen, namelijk op de LAGA Lustrumwedstrijden, de Varsity en op de Olympische Spelen, en dit jaar konden roeiers alle drie de blikken in één jaar bemachtigen. Daarnaast werd er ter ere van het lustrum een nieuwe wedstrijd in het leven geroepen voor fuifroeiers, een race over 100 kilometer. Deze race bleek een groot succes en de Ringvaart Regatta is tegenwoordig een jaarlijks terugkerend evenement waaraan vele nationale en internationale ploegen deelnemen. Twee onderdelen van het gouden drieluik werden dit jaar bemachtigd, met uitzondering van de Olympische Spelen. LAGA was in dat jaar echter wel de vereniging met de meeste Olympische overwinningen.

### Dames op LAGA
In 1980 werd een grote stap richting vernieuwing gezet toen de eerste vrouwen het gebouw betraden. Een kleine verbouwing zorgde ervoor dat de dames een kleine kleedkamer met doucheruimte tot hun beschikking hadden. Het damesroeien onderging sindsdien een grote vooruitgang. Tevens is de aanvoerder van de blikkenlijst (een lijst met behaalde overwinningen) een vrouw; Eeke van Nes staat tot op heden aan de top met 82 blikken.

### LAGA's Jeugdroeikamp
Om roeien betaalbaar te maken voor de student was op LAGA een systeem actief waarbij de roeier zich op de arbeidsmarkt actief kon maken. Het verdiende geld tijdens deze werkacties werd in mindering gebracht op de contributie. De klusjes waren meestal niet erg uitdagend en op initiatief van haar leden werd in 1985 het eerste Jeugdroeikamp georganiseerd. Het Jeugdroeikamp was een zomerkamp voor jongeren, geleid door enthousiaste Lagaaiers. De kinderen maakten hier op speelse wijze kennis met roeien. Het initiatief wordt nog steeds iedere zomer herhaald. Inmiddels bestaat het jeugdroeikamp al meer dan 35 jaar en is het uitgegroeid tot een kamp dat bestaat uit vier weken in de zomervakantie. Elke week is bedoeld voor een andere leeftijdscategorie.

### Nieuwe werkplaats
De vereniging werd in 1986 getroffen door vandalisme. Een aangestoken brand beschadigde een deel van het gebouw en verwoestte de karakteristieke luifel boven de trap volledig. De jaren daaropvolgend staan in het teken van restauratie van het oude pand en de aanbouw van een nieuwe werkplaats voor bootherstel die in 1992 wordt geopend. In deze jaren werden er gemiddeld 60 blikken per jaar getrokken.

### Toegang voor niet-leden van het DSC
In 1998 besloten de leden de vereniging in een breder perspectief te zetten en zich meer open te stellen voor het competitieroeien. Om het ledental te laten groeien, besloot LAGA in 2002 de vereniging open te stellen voor niet-leden van het DSC. LAGA werd een open ondervereniging, maar behield nauwe contacten met het Delftsch Studenten Corps.

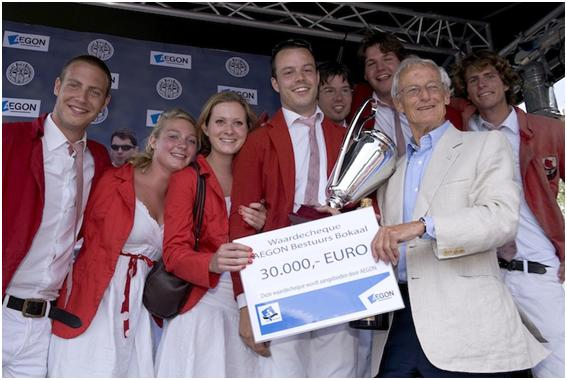
Aegon Bokaal uitgereikt aan D.S.R.V. Laga

### LAGA vanaf 2008
Het besluit van LAGA om zich open te stellen leidde tot de benodigde groei. Het ledenaantal groeide exponentieel tot meer dan 700 leden in 2010. Dit was tevens te zien in de stijging van prestaties. In 2008 vertegenwoordigde Olivier Siegelaar LAGA in de Holland Acht op de Olympische Spelen in Peking en veroverde de vierde plaats. Ook stuurman Ryan den Drijver zorgde voor internationale vertegenwoordiging van LAGA en wist twee jaar achter elkaar brons te halen op de Wereldkampioenschappen. In 2010 kreeg LAGA de Aegon Bokaal. De prijs wordt uitgereikt aan het bestuur van een Nederlandse roeivereniging die dat jaar het best heeft gepresteerd. Er wordt zowel op competitie- als op wedstrijdniveau hard geroeid bij Laga. Zo won in 2013 een acht van Laga’s middengroep de prestigieuze Henley Royal Regatta te Londen, behaalde Mirte Kraaijkamp twee WK-titels in Korea (2013) en Amsterdam (2014) en voer ze in Amsterdam het wereldrecord in de LW4x, en waren het Lagaaiers die de NOOC eerstejaars competitiebokaal mee naar Delft namen. Tijdens de Olympische Spelen in Londen was Laga wederom vertegenwoordigd door Olivier Siegelaar in de Holland Acht, waar uiteindelijk een respectabele vijfde plaats werd behaald. Vervolgens, op de Olympische Spelen in Rio de Janeiro, behaalde hij een bronzen medaille met de Holland Acht, om daarna in 2017 de The Boat Race te winnen voor Oxford.

## Evenementen
Jaarlijks organiseert de vereniging diverse evenementen.

### Raceroei Regatta
De Raceroei Regatta was Laga's eerste officiële kortebaanwedstrijd. Deze tweekilometer wedstrijd is open voor junioren, senioren, veteranen- en bedrijfsroeiers. In 2013 vond de eerste editie plaats op de Willem-Alexander Baan.

### Ringvaart Regatta
De Ringvaart Regatta is ontstaan in 1976 als een onderlinge strijd tussen Njord en Laga naar aanleiding van het 100-jarige bestaan van de D.S.R.V. "Laga". In een roeiboot naar keuze wordt 100 km afgelegd over de Kaag, de Ringvaart, langs Leiden en via Leidschendam naar Delft, waar de finish is.

### Jeugdroeikamp
Laga's Jeugdroeikamp, voor kinderen van 9 tot 18 jaar, vindt tijdens de zomer in en rondom de vesting van Naarden plaats. Er worden ook ander activiteiten georganiseerd, zoals zwemmen, een gala en een pannenkoekenwedstrijd.

## Bekende Lagaaiers
| - Teun Beijnen - Jan van Blerkom - Huibert Boumeester - François Brandt - Jeroen Duyster - Frits Eijken - Bobbie van de Graaf - Freek van de Graaff - Jan van de Graaff - Poul de Haan - Jan Huges - Tjallie James | - Johan ter Haar - Roelof Klein - Adrie Klem - Kees de Korver - Evert Kroes - Lex Mullink - Eeke van Nes - Hadriaan van Nes - Appel Ooiman - Rody Rijnders - Willy Rösingh - Meinoud Rost van Tonningen | - Koos Schouwenaar - Olivier Siegelaar - Johannes van der Vegte - Willem van der Vegte - Jan op den Velde - Jochem Verberne - Frits de Voogt - Kees van Vugt - Jan-Willem van Woudenberg - Mirte Kraaijkamp - Laila Youssifou |

Aegir (Groningen) · Agon (Almere) · Amphitrite (Haarlem) · Argo (Wageningen) · Asopos de Vliet (Leiden) · Boreas (Zwolle) · Dudok van Heel (Breda) · Euros (Enschede) · Gyas (Groningen) · Laga (Delft) · Nereus (Amsterdam) · Njord (Leiden) · Odin (Middelburg) · Okeanos (Amsterdam) · Orca (Utrecht) · Panta Rhei (Den Helder) · Pelargos (Den Haag) · Phocas (Nijmegen) · Proteus-Eretes (Delft) · Saurus (Maastricht) · Scylla (Breda) · Skadi (Rotterdam) · Skøll (Amsterdam) · Thêta (Eindhoven) · Triton (Utrecht) · Vidar (Tilburg)

Overkoepelende verenigingen: Minerva ·  NSRF